# برودواي

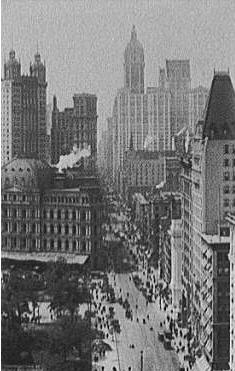
شارع برودواي

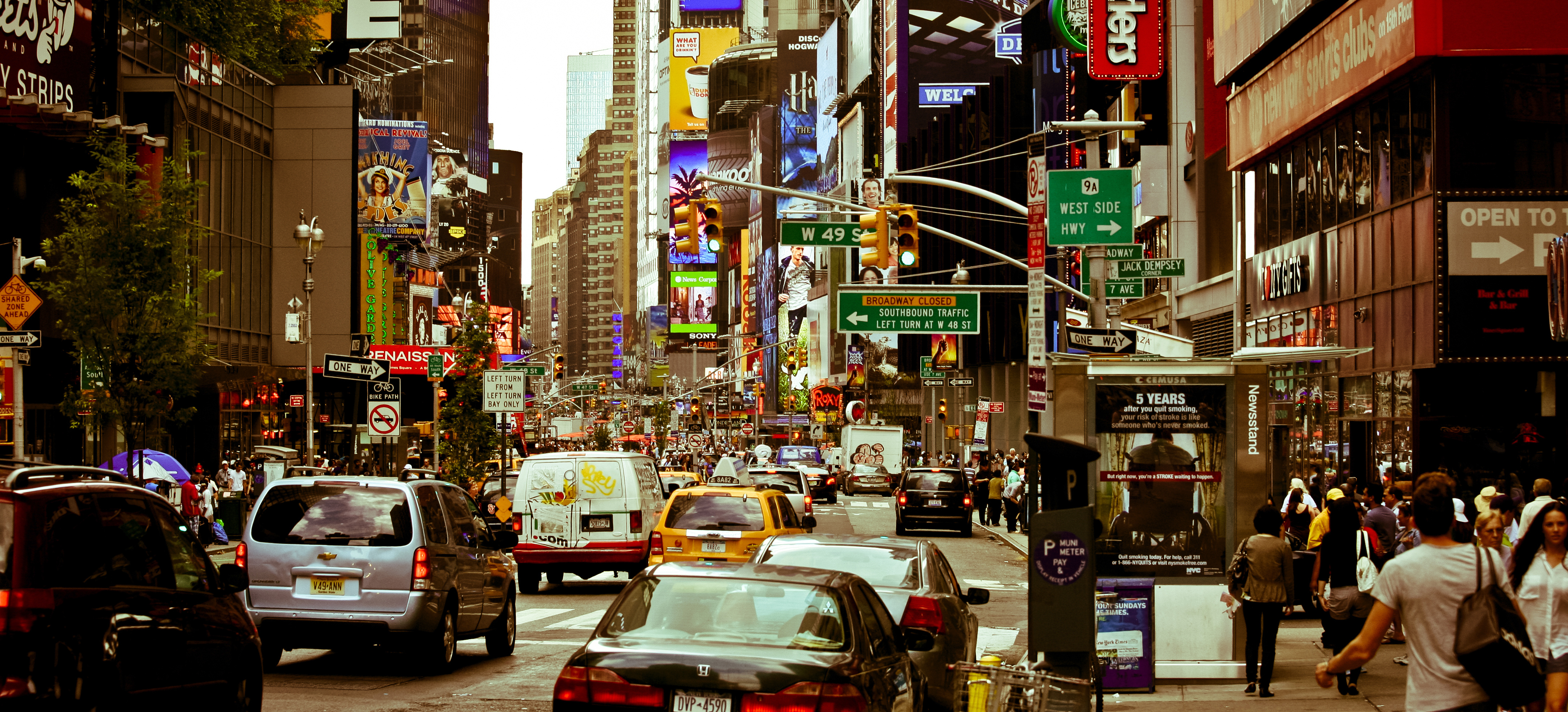

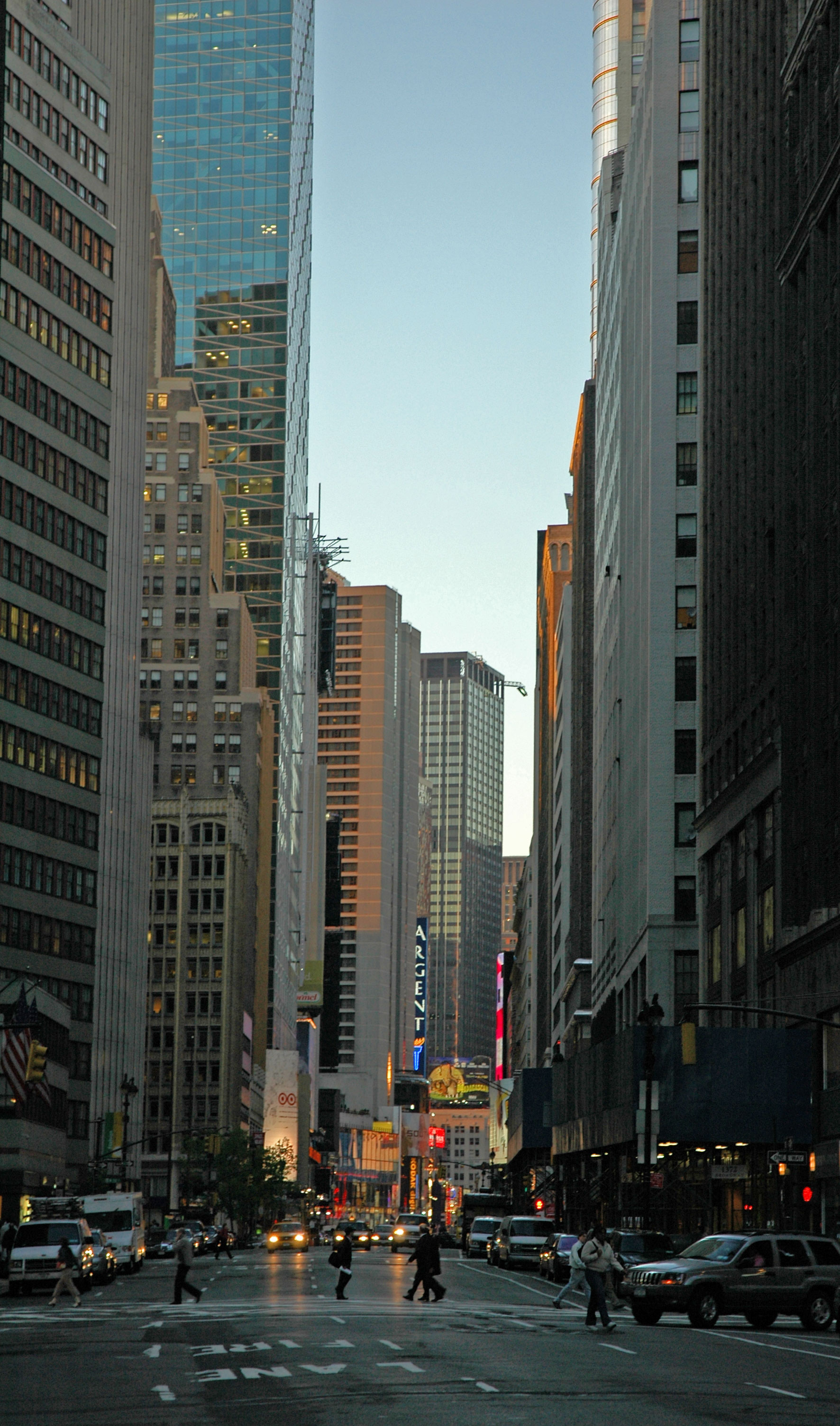

شارع برودواي (بالإنجليزية: Broadway) ومعناها «الشارع العريض». في مدينة نيويورك الأمريكية، وهو أحد أشهر مناطق الثقافة والترفيه في العالم، وأشهر شوارع العروض المسرحية والسينما والنشاطات الثقافية.
بناه مهاجرون من هولندا قبل نحو 100 عام من استقلال أمريكا. وحاليا يقسم الشارع إلى ثلاثة أجزاء: الجزء الأسفل في منطقة مبنى بلدية نيويورك وهو الذي يشهد المواكب والمهرجانات الاحتفالية الضخمة، الجزء الأعلى والذي يخترق شمال المدينة ويصل لحي هارلم، والجزء الأوسط وهو القلب الرئيسي لمدينة نيويورك وبه ماديسون سكوير غاردن وتايمز سكوير.
في 2005 زار شارع برودواي وتفرعاته 10 ملايين زائر.